# 朱豪壂
枝江靖僖王朱豪壂（1436年—1462年），明朝枝江庄惠王朱贵熠的嫡长子，明朝第二代枝江王。

## 生平
正统七年（1442年）五月，朱豪壂获赐名。
景泰元年（1450年）九月，朱豪壂受封为枝江长子，給授一品冠服。
景泰四年（1453年）五月，朱貴熠奏称子女都已長成，请求賜本府折鈔祿为本色米以供婚嫁，明代宗下詔准給。
九月，朱貴熠去世。朱豪壂請求俸祿養贍。十一月，代宗命給歲祿五百石。
景泰六年（1455年）五月，代宗遣建平伯高遠等為正使，給事中曾衡等為副使，持節冊封朱豪壂為枝江王。十一月，命給朱豪壂歲祿一千石，米鈔各半。
景泰七年（1456年）七月，朱豪壂奏称其父生前曾預支景泰四年祿米二千石，后来治喪、給家眾食用，已经用完了，请求免于追償，获准。
天順元年（1457年）五月，朱豪壂和堂兄松滋王朱豪垔各奏弟妹婚嫁的錢帛妝奩未備，请求將本年祿米折色改給本色，获准。
九月，明英宗遣陽武侯薛琮、廣平侯袁瑄、右通政劉文、右參議趙昂為正使，給事中陳嘉猷、劉斌、孫敬、何玘為副使，持節冊封兵馬副指揮王毅的女兒為枝江王妃。
天顺二年（1458年）七月，因朱豪壂和二十叔蕲水王朱貴熡所请，赐朱貴熡荊州城西蘆葦洲一所，朱豪壂枝江縣蘆葦洲一所。
天顺六年（1462年），朱豪壂去世。天顺七年（1463年）八月，因朱豪壂的儿子年幼没有袭封，命各给食米每年三百石。成化元年（1465年）九月，其嫡长子朱恩钱袭封。

### 分歧记载
《明宪宗纯皇帝实录卷五十二》载成化四年（1468年）三月，朱豪壂因祖母馮太妃去世，请求擇地造墳，再遷改与祖父朱贵熠合葬。明宪宗下詔不必遷改，只於朱贵熠舊墳添壙合葬。当时在位的枝江王应为朱恩钱。馮太妃为朱豪壂的母亲，朱恩钱的祖母。

## 评价
- 《弇山堂别集》卷075：寬樂令終，小心畏忌。

## 家庭

### 妻妾
- 王妃王氏

### 子孙
- 嫡长子：枝江温穆王朱恩钱
- 第二子：鎮國將軍朱恩鉎，天顺三年（1459年）十二月赐名，[15]弘治十年（1497年）九月已故，赐夫人陈氏養贍米每年四十石[16]